# Colonia de Fiyi
La colonia de Fiyi fue una colonia de la Corona británica que existió desde 1874 hasta 1970 en el territorio de la actual nación de Fiyi. El Reino Unido rechazó su primera oportunidad de anexionar el Reino de Fiyi en 1852. Ratu Seru Epenisa Cakobau había ofrecido ceder las islas, a condición de que se le permitiera conservar su título de Tui Viti (Rey de Fiyi), condición inaceptable tanto para los británicos como para muchos de sus colegas jefes, que sólo lo consideraban como el primero entre iguales, si eso sucedía. El aumento de las deudas y las amenazas de la Armada de los Estados Unidos habían llevado a Cakobau a establecer una monarquía constitucional con un gobierno dominado por los colonos europeos en 1871, tras un acuerdo con la Compañía de la Polinesia Australiana para pagar sus deudas. El colapso del nuevo régimen lo llevó a hacer otra oferta de cesión en 1872, que los británicos aceptaron. El 10 de octubre de 1874, Gran Bretaña inició su dominio sobre Fiyi, que duró hasta el 10 de octubre de 1970. Dando lugar al Dominio de Fiyi.

## "Fiyi para los Fiyianos"
Sir Hercules Robinson, que había llegado el 23 de septiembre de 1874, fue nombrado gobernador interino. Fue reemplazado en junio de 1875 por Sir Arthur Gordon. En lugar de establecer un gobierno directo en todas las esferas, Gordon concedió autonomía sobre los asuntos locales a los jefes de Fiyi, aunque ahora se les prohibía participar en guerras tribales. La colonia se dividió en cuatro regiones, cada una de ellas bajo el control de un Roko; estas regiones se subdividieron a su vez en doce distritos, cada uno de ellos gobernado por un jefe tradicional. En 1876 se estableció un Gran Consejo de Jefes para asesorar al Gobernador. Este órgano siguió existiendo hasta que fue suspendido por el gobierno provisional respaldado por las Fuerzas Armadas en 2007 y abolido en 2012. En virtud de la Constitución de 1997, funcionaba como un colegio electoral que elegía al Presidente, al Vicepresidente y a 14 de los 32 senadores de Fiyi. En sus inicios, el Gran Consejo se complementó con una Junta de Reglamentación de los Nativos (actualmente la Junta de Asuntos de Fiyi); estos dos órganos elaboraron conjuntamente leyes para los fiyianos. (Sin embargo, los colonos europeos no estaban sujetos a sus leyes). En 1882, la capital se trasladó de Levuka a la más accesible Suva.

Bandera de Fiyi entre 1877 y 1883

Bandera de Fiyi entre 1883 y 1903

Bandera de Fiyi entre 1903 y 1908

Bandera de Fiyi entre 1908 y 1924.

Al adoptar la política de "Fiyi para los fiyianos", Gordon prohibió nuevas ventas de tierras, aunque éstas podían ser arrendadas. Esta política se ha mantenido, apenas modificada, hasta la fecha, y alrededor del 83 por ciento de la tierra sigue siendo propiedad de los nativos. También prohibió la explotación de los fiyianos como trabajadores y, tras el fracaso de la empresa algodonera a principios del decenio de 1870, Gordon decidió en 1878 importar trabajadores contratados de la India para trabajar en los campos de caña de azúcar que habían sustituido a las plantaciones de algodón. Los 463 indios llegaron el 14 de mayo de 1879, los primeros de los 61.000 que iban a llegar antes de que el plan terminara en 1916. El plan consistía en llevar a los trabajadores indios a Fiyi con un contrato de cinco años, tras el cual podían regresar a la India a sus expensas; si decidían renovar su contrato por un segundo período de cinco años, se les daría la opción de regresar a la India a expensas del gobierno o de permanecer en Fiyi. La gran mayoría optó por quedarse. La Ley de Queensland, que regulaba el trabajo por contrato en Queensland, se convirtió en ley también en Fiyi.

## Fiyi en la Gran Guerra
Fiyi sólo participó de manera periférica en la Primera Guerra Mundial, que se libró principalmente en Europa. Más de 1.500 hombres se ofrecieron como voluntarios para el servicio de guerra con las fuerzas británicas. Otros voluntarios vieron el servicio con las fuerzas australianas y neozelandesas. Un incidente notable ocurrió en septiembre de 1917 cuando el Conde Felix von Luckner llegó a la isla de Wakaya, frente a la costa oriental de Viti Levu, después de que su atacante, el Seeadler, encallara en las Islas Cook tras el bombardeo de Papeete en el territorio francés de Tahití. El 21 de septiembre, el inspector de policía del distrito llevó a varios fiyianos a Wakaya, y von Luckner, sin darse cuenta de que estaban desarmados, se rindió accidentalmente.

Bandera de Fiyi entre 1924 y 1970

Citando la falta de voluntad de explotar al pueblo fiyiano, las autoridades coloniales no permitieron que los fiyianos se alistaran. Sin embargo, un fiyiano de rango superior, bisnieto de Cakobau, se unió a la Legión Extranjera Francesa y recibió la condecoración militar francesa, la Medalle Militaire. Sukuna sirvió más tarde con otros 100 fiyianos del Cuerpo de Trabajadores de Fiyi, que desempeñaron una función logística en Francia e Italia. En los años siguientes, Ratú Sir Lala Sukuna, como se le conoció más tarde, se estableció como uno de los principales jefes de Fiyi y creó instituciones que salvaguardaron los derechos de los fiyianos nativos a la tierra.

## Fiyi en la Segunda Guerra Mundial
Cuando estalló la Segunda Guerra Mundial, muchos fiyianos se ofrecieron como voluntarios para el servicio militar en las Fuerzas Militares de Fiyi, que estaban al mando de un oficial del ejército neozelandés, en virtud de un acuerdo de 1936 con los británicos, por el que Nueva Zelanda asumía la responsabilidad de la defensa de Fiyi. Dos batallones de infantería y unidades de comando de Fiyi prestaron servicio en las unidades del ejército estadounidense en Guadalcanal y Bougainville.
El ataque del Imperio de Japón a Pearl Harbor, el 8 de diciembre de 1941 (hora de Fiyi), marcó el comienzo de la Guerra del Pacífico. Los submarinos japoneses lanzaron hidroaviones que sobrevolaron Fiyi; el submarino japonés I-25 el 17 de marzo de 1942 y el submarino japonés I-10 el 30 de noviembre de 1941.
Debido a su ubicación central, Fiyi fue seleccionado como base de entrenamiento para los Aliados. Se construyó una pista de aterrizaje en Nadi (que más tarde se convirtió en un aeropuerto internacional), y los emplazamientos de las armas de fuego se encuentran en la costa. Los fiyianos se ganaron una reputación de valentía en la campaña de las Islas Salomón, y un corresponsal de guerra describió sus tácticas de emboscada como "la muerte con guantes de terciopelo". El cabo Sefanaia Sukanaivalu, fue premiado póstumamente con la Cruz de la Victoria, como resultado de su valentía en la batalla de Bougainville.
Los indofiyianos, sin embargo, generalmente se negaron a alistarse,[cita requerida] después de que su demanda de igualdad de trato a los europeos fuera rechazada. Disolvieron un pelotón que habían organizado y no aportaron más que un oficial y 70 hombres alistados en una sección de transporte de reserva, con la condición de que no se les enviara al extranjero. La negativa de los indofiyianos a desempeñar un papel activo en los esfuerzos de la guerra se convirtió en parte de la construcción ideológica empleada por los etnonacionalistas fiyianos para justificar las tensiones interétnicas en los años de la posguerra.

## Desarrollo de instituciones políticas
Un Consejo Legislativo, inicialmente con poderes consultivos, había existido como un órgano nombrado desde 1874, pero en 1904 se convirtió en un órgano parcialmente electivo, con los colonos europeos facultados para elegir 6 de los 19 Consejeros. El Gobernador colonial nombró a dos miembros de una lista de seis candidatos presentada por el Gran Consejo de Jefes; otros ocho miembros "oficiales" fueron nombrados por el Gobernador a su propia discreción. El Gobernador mismo fue el 19º miembro. El primer miembro indio nominado fue nombrado en 1916; este puesto fue elegido a partir de 1929. También se había establecido un Consejo Ejecutivo de cuatro miembros en 1904; no se trataba de un "Gabinete" en el sentido moderno, ya que sus miembros no eran responsables ante el Consejo Legislativo.
Después de la Segunda Guerra Mundial, Fiyi comenzó a dar sus primeros pasos hacia el autogobierno interno. El Consejo Legislativo se amplió a 32 miembros en 1953, 15 de los cuales fueron elegidos y divididos por igual entre los tres principales grupos étnicos (fiyianos autóctonos, indofiyianos y europeos). Los electores indofiyianos y europeos votaron directamente por 3 de los 5 miembros que se les asignaron (los otros dos fueron nombrados por el Gobernador); los 5 miembros fiyianos autóctonos fueron todos nombrados por el Gran Consejo de Jefes. Ratu Sukuna fue elegido como el primer Presidente. Aunque el Consejo Legislativo todavía tenía pocas de las facultades del Parlamento moderno, incorporó por primera vez a los fiyianos nativos y a los indofiyianos a la estructura política oficial y fomentó el inicio de una cultura política moderna en Fiyi.
Estos pasos hacia el autogobierno fueron bienvenidos por la comunidad indofiyiana, que para entonces ya había llegado a superar a la población nativa de Fiyi. Temiendo la dominación indofiyiana, muchos jefes fiyianos vieron el benévolo gobierno de los británicos como preferible al control indofiyiano y se resistieron a los movimientos británicos hacia la autonomía. Sin embargo, para entonces, el Reino Unido aparentemente había decidido despojarse de su imperio colonial y seguir adelante con las reformas. El pueblo fiyiano en su conjunto obtuvo por primera vez el derecho de voto en 1963, cuando el poder legislativo se convirtió en un órgano totalmente electivo, con la excepción de dos de los 36 miembros nombrados por el Gran Consejo de Jefes. En 1964 se dio el primer paso hacia un gobierno responsable, con la introducción del sistema de miembros. Se otorgaron carteras específicas a ciertos miembros electos del Consejo Legislativo. No constituyeron un Gabinete en el sentido de Westminster del término, ya que oficialmente eran asesores del Gobernador colonial en lugar de ministros con autoridad ejecutiva, y sólo eran responsables ante el Gobernador, no ante la legislatura. No obstante, durante los tres años siguientes, el Gobernador de entonces, Sir Derek Jakeway, trató a los miembros cada vez más como ministros, para prepararlos para el advenimiento de un gobierno responsable.

## Gobierno responsable
En julio de 1965 se celebró en Londres una conferencia constitucional para discutir los cambios constitucionales con el fin de introducir un gobierno responsable. Los indofiyianos, encabezados por A. D. Patel, exigieron la introducción inmediata de un autogobierno pleno, con una legislatura plenamente elegida, que sería elegida por sufragio universal en un padrón de votantes común. Estas demandas fueron rechazadas enérgicamente por la delegación de etnia fiyiana, que todavía temía la pérdida de control sobre las tierras y los recursos de propiedad nativa en caso de que llegara al poder un gobierno dominado por los indofiyianos. Sin embargo, los británicos dejaron claro que estaban decididos a llevar a Fiyi al autogobierno y a una eventual independencia. Al darse cuenta de que no tenían otra opción, los jefes de Fiyi decidieron negociar el mejor acuerdo posible.
Una serie de compromisos condujeron al establecimiento de un sistema de gabinete de gobierno en 1967, con Ratu Kamisese Mara como primer ministro principal. Las negociaciones en curso entre Mara y Sidiq Koya, que había asumido la dirección del Partido de la Federación Nacional, principalmente indofiyiano, a la muerte de Patel en 1969, condujeron a una segunda conferencia constitucional en Londres, en abril de 1970, en la que el Consejo Legislativo de Fiyi acordó una fórmula electoral de compromiso y un calendario para la independencia como nación plenamente soberana e independiente con el Commonwealth. El Consejo Legislativo sería sustituido por un Parlamento bicameral, con un Senado dominado por jefes fiyianos y una Cámara de Representantes elegida por el pueblo. En la Cámara de 52 miembros, se asignarán 22 escaños a los fiyianos nativos y a los indofiyianos, 12 de los cuales representarán a los distritos electorales comunales, que comprenden votantes registrados según funciones estrictamente étnicas, y otros 10 que representan a los distritos electorales nacionales, a los que se asignan miembros por origen étnico pero que son elegidos por sufragio universal. Otros 8 escaños se reservaron para los "electores generales", es decir, europeos, chinos, isleños banabas y otras minorías; 3 de ellos eran "comunales" y 5 "nacionales". Con este compromiso, Fiyi se independizó el 10 de octubre de 1970.